# Little Karim
Pour les articles homonymes, voir Karim.
Pas d'image ? Cliquez ici
Mohammad Karim (1950-1951 - 4 avril 2022), plus connu sous le nom de Little Karim, est un porteur de haute-altitude et alpiniste pakistanais. Il réussit l'ascension du Gasherbrum II sans oxygène supplémentaire.

## Biographie
Karim naît dans la vallée de Hushe, dans le District de Ghanche au Gilgit-Baltistan vers 1950-1951. Il rejoint la ville de Skardu en 1976, afin de tenter sa chance en tant que porteur d'altitude. En 1978, une expédition conduite par Chris Bonington cherche à recruter des porteurs pour rejoindre le camp de base du K2. Regardant sa stature et croyant qu'il ne serait pas capable de porter une charge de 25 kg, Chris Bonington écarte Karim. Little Karim se glisse alors entre les jambes de Chris Bonington et le soulève sans effort apparent. Il est embauché.
L'année suivante, Bernard Mellet organise la dernière expédition nationale française dans l'Himalaya. Il recrute plusieurs centaines de porteurs pour transporter du matériel jusqu'au camp de base du K2. Parmi eux, trois portent le même nom : Abdul Karim. Pour les distinguer, il les surnomme « Big », « Medium » et « Little Karim ». Il passera 28 jours avec les membres de l'expédition à une altitude supérieure à 6700 mètres. Portant des charges jusqu'à 8200 mètres sans oxygène supplémentaire.
En 1981, Karim conduit un groupe de porteurs de haute altitude accompagnant une expédition japonaise dirigée par le célèbre grimpeur pakistanais Nazir Sabir. Mais à 7 100 mètres, l'expédition manque d'oxygène et de vivres. Karim redescend seul dans les camps inférieurs et remonte seul des vivres et des bouteilles d'oxygène à l'expédition japonaise bloquée
En 1983, il accompagne l'expédition conduite par Juanjo San Sebastian (ca) qui tente de gravir le K2 en utilisant la voie japonaise (face ouest). Les membres de l'équipe espagnole ont été tellement impressionnés qu'ils écrivent un livre sur la vie de Little Karim et réalisent un film qui sort dans les salles de cinéma espagnoles en 2000.
En 1984, il accompagne Reinhold Messner et Hans Kammerlander dans leur traverse du Gasherbrum.
En juillet 1986, l'alpiniste français Jean-Marc Boivin souhaite s'élancer en deltaplane depuis le sommet du Gasherbrum II (8 035 mètres. L'appareil qui pèse quelque 17 kg sera porté par Little Karim, sans oxygène supplémentaire. Ce vol en deltaplane constitue alors un record du monde,.
Little Karim décède le 4 avril 2022.

## Documentaires sur Little Karim
En 1985, Laurent Chevallier, un documentariste français, réalise un documentaire sur Karim. En 1997, il réalise un second documentaire sur lui, cette fois, intitulé Mr Karim. Il a de nouveau été filmé pour la troisième fois par Chevallier quelque temps plus tard.

## Articles
- Thomas Vennin, « « Little Karim », légendaire porteur balti, est mort », sur montagnes-magazine.com, 4 avril 2022
- « Qui était Little Karim, cette légende du Karakoram disparue ce 4 avril ? », sur altitude.news, 5 avril 2022
- « Little Karim, la disparition d'une légende du Karakoram », sur alpinemag.fr, 5 avril 2022